# Рамсей, Саймон, 16-й граф Далхаузи
Саймон Рамсей, 16-й граф Далхаузи (англ. Simon Ramsay, 16th Earl of Dalhousie; 17 октября 1914 — 15 июля 1999) — британский политик, депутат парламента Великобритании от Юнионистской партии Шотландии, генерал-губернатор Федерации Родезии и Ньясаленда в 1957—1963 годах.

## Биография
Второй сын в семье. Отец — Артур Рамсей, 14-й граф Далхаузи. Мать — леди Мэри Хиткот-Драммонд-Уиллоуби (англ. Mary Heathcote-Drummond-Willoughby), шестая дочь Гилберта Хиткот-Драммонд-Уиллоби, 1-го графа Анкастера. Учился в Итонском колледже и оксфордском колледже Крайст-черч. Во время Второй мировой войны служил в пехотном полку «Чёрная стража», дослужился до звания майора, участвовал в высадке союзных войск на Сицилии.
В 1945 году Расмей был избран в парламент Великобритании от округа Форфар и шотландской Юнионистской партии, где заседал до 1950 года. В том же 1950 году унаследовал титул после смерти своего старшего брата Джона Гилберта Рамсея, который умер, так и не вступив в брак. В 1946—1948 годах был парламентским организатором при Консервативной партии Великобритании. В 1957—1963 годах занимал пост генерал-губернатора Федерации Родезии и Ньясаленда и покинул пост в связи с процедурой распада федерации: Северная Родезия и Ньясаленд стали независимыми республиками под названиями Замбия и Малави соответственно, а Южная Родезия осталась колонией.
Рамсей отказался продолжать свою работу в Колониальной службе после того, как прочитал тронную речь авторства сэра Роя Веленски: тот осуждал политику премьер-министра Гарольда Макмиллана, пошедшего на уступки многим британским колониям Африки и Федерации Родезии и Ньясаленда в частности. Рамсей вернулся в своё имение и больше не занимался политикой: в 1978 году он занял своё место в Палате лордов, однако так и не выступил ни разу там с речью.
В 1953 году получил степень почётного доктора университета Далхаузи в канадской провинции Новая Шотландия, основанного его предком Джорджем Рамсеем, 9-м графом Далхаузи в 1818 году. Занимал пост лорда-камергера при Королеве-матери в 1965—2002 годах, лорда-лейтенанта Ангуса в 1967—1989 годах и канцлера университета Данди в 1977—1992 годах. В сентябре 2008 года один из кампусов университета получил имя графа Далхаузи.
Лейтенант Королевской роты лучников — церемониального отряда королевской стражи в Шотландии. Рыцарь ордена Чертополоха (1971). Награждён в 1985 году медалью «За долгую и верную службу королевскому двору» по случаю 20-летия службы при дворе королевы Елизаветы.

## Семья
Супруга — Маргарет Стерлинг оф Кир (англ. Margaret Stirling of Keir, ум. 1997), дочь бригадира-генерала и депутата Парламента Арчибальда Стерлинга; внучка Саймона Фрейзера, 13-го лорда Ловата (по материнской линии). В браке родились пятеро детей: три сына и две дочери.
- Леди Элизабет Энн Рамсей (англ. Elizabeth Anne Ramsay, род. 16 сентября 1941). Вышла замуж 9 июля 1970 года за Ричарда Ламли, 12-го графа Скарборо. Четверо детей и одна внучка.
- Леди Сара Мэри Рамсей (англ. Sarah Mary Ramsay, род. 18 октября 1945). Вышла замуж 23 апреля 1966 года за сэра Джона Чиппендейла Линдли Кесуика (англ. John Chippendale Lindley Keswick). Трое сыновей и пятеро внуков.
- Джеймс Хьюберт Рамсей, 17-й граф Далхаузи (род. 17 января 1948). Женился 3 октября 1973 года на Мэрилин Баттер (англ. Marilyn Butter). Трое детей, пять внуков:
  - Леди Лорна Тереза Рамсей (англ. Lorna Theresa Ramsay, род. 6 февраля 1975). Вышла замуж 12 ноября 2005 года за Фергюса Левевра (англ. Fergus Lefebvre. Трое сыновей.
  - Леди Элис Магдалена Рамсей (англ. Alice Magdalene Ramsay, род. 10 августа 1977). Замужем за Майклом Дикинсоном (англ. Michael Dickinson). Один сын.
  - Саймон Дэвид Рамсей, лорд Рамсей (англ. Simon David Ramsay, Lord Ramsay, род. 18 апреля 1981). Женился 24 сентября 2016 года на Кейтлин Кубински (англ. Kaitlin Kubinsky). Один сын.
- Почтенный Энтони Рамсей (англ. Anthony Ramsay, род. 2 марта 1949). Первым браком женат на Джорджине Астор (англ. Georgina Astor) с 3 ноября 1973 по 1979 годы, один сын и один внук. Вторым браком женат на Вилме Сальседо (англ. Vilma Calcedo) с 1984 года, две дочери.
  - Александр Саймон Рамсей (англ. Alexander Simon Ramsay, род. 12 января 1977). Женат на Кэролайн Тейлор (англ. Caroline Taylor). Один сын.
  - Зоя Мэри Рамсей (англ. Zoë Mary Ramsay, род. 1984)
  - Изабелла Рамсей (англ. Izabella Ramsay, род. 1986)
- Почтенный Джон Патрик Рамсей (англ. John Patrick Ramsay, род. 9 августа 1952). Женился на Луизе Джейн д'Або (англ. Louisa Jane d'Abo) 25 июля 1981 года. Двое детей:
  - Кристофер Рамсей (англ. Christopher Ramsay, род. 18 февраля 1984)
  - Люси Эмма Рамсей (англ. Lucy Emma Ramsay, род. 1985)